# Władysław Szczepanik

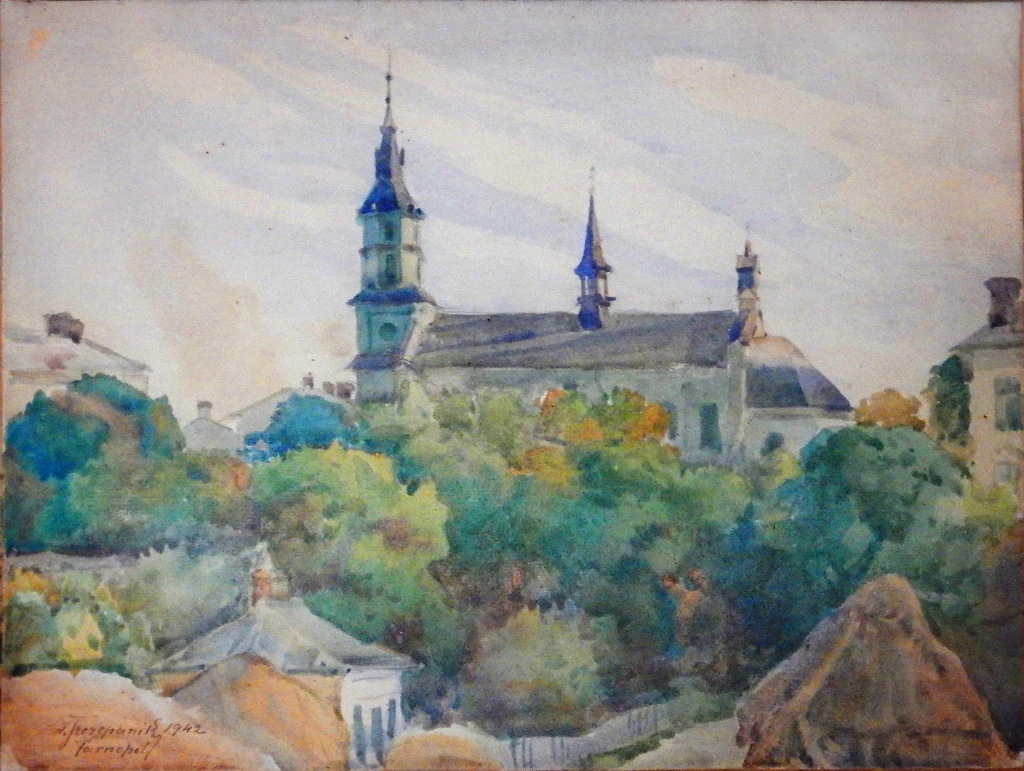
Kościół Jezuitów w Tarnopolu, 1942, akwarela

Władysław Szczepanik (ur. 1 stycznia 1891 w Tarnopolu, zm. 17 lutego 1961 we Wrocławiu) – polski malarz-pejzażysta i portrecista, profesor.

## Życiorys
Urodzony w Tarnopolu, był mocno związany z tym miastem, zarówno artystycznie jak i prywatnie. Za żonę pojął Czesławę Czmer (1901–1988), z którą miał dwie córki – Zofię i Wandę. W 1945 roku artysta wraz z rodziną został przesiedlony na Ziemie Odzyskane, do Wrocławia. Do śmierci mieszkał i pracował w domu przy ul. A. Orłowskiego na wrocławskim Biskupinie.
W latach 1924/25 oraz 1929/30 nauczał rysunku w II Państwowym Gimnazjum w Tarnopolu. Po wojnie był nauczycielem w Liceum Plastycznym we Wrocławiu.
Pochowany został na cmentarzu parafialnym św. Rodziny we Wrocławiu, przy ul. Smętnej.

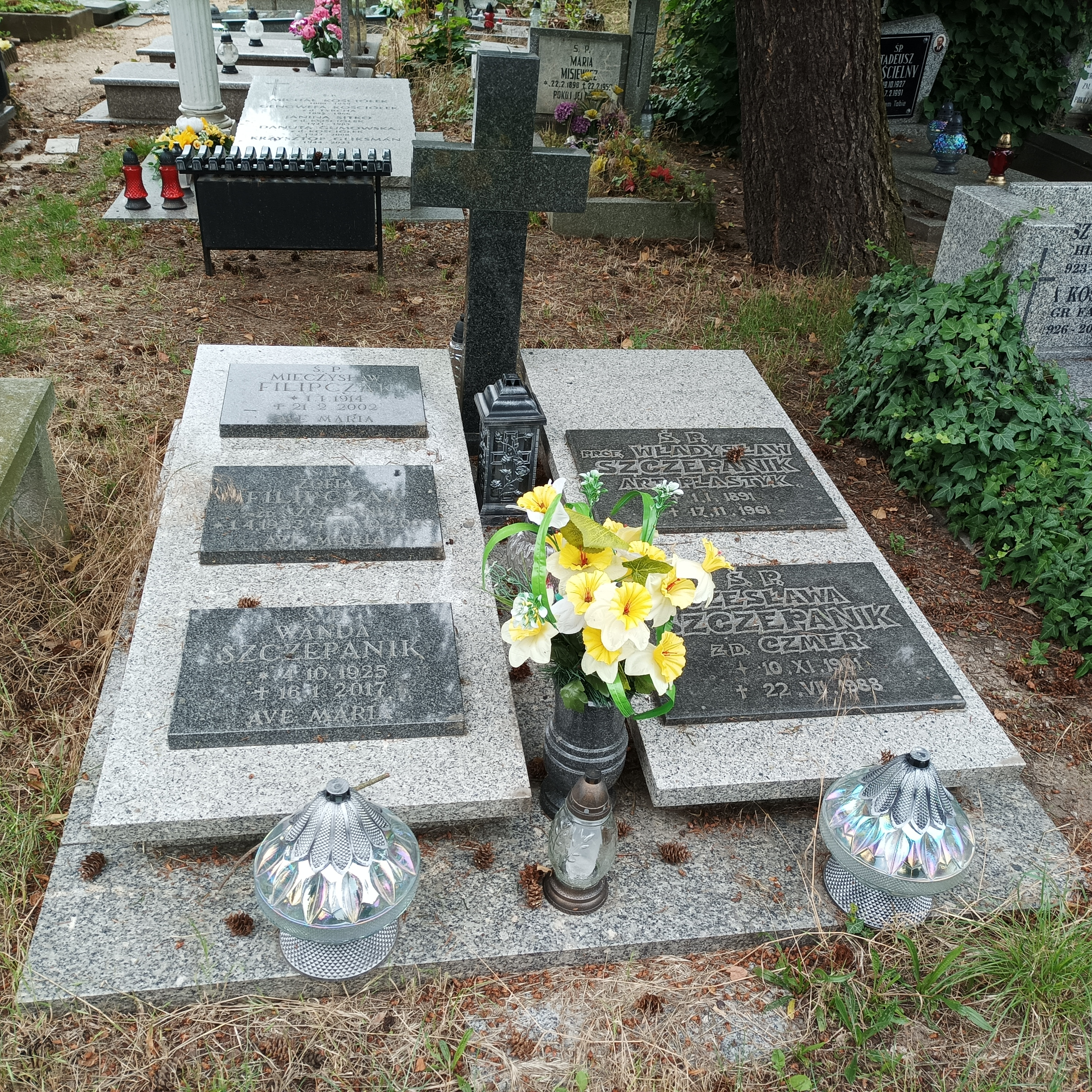
Grób Władysława Szczepanika na Cmentarzu Świętej Rodziny we Wrocławiu

## Twórczość
Twórczość Władysława Szczepanika obejmowała głównie pejzaże i portrety. Malował akwarele oraz obrazy olejne na płótnie, kartonie oraz płycie.
W wyniki aneksji kresów wschodnich przez ZSRR duża część dzieł artysty znalazła się po wojnie na terenie Ukraińskiej SRR, a następnie Ukrainy. Obecnie obrazy tego malarza znajdują się w zbiorach muzeów Lwowa i Tarnopola.